# Adam Larsen Kwarasey
Adam Larsen Kwarasey, né le 12 décembre 1987 à Oslo, est un footballeur international ghanéen possédant aussi la nationalité norvégienne jouant comme gardien de but.

## Biographie

### Parcours en club
Le 8 décembre 2014, Kwarasey s'engage avec les Timbers de Portland.

### Parcours en sélection
En novembre 2007, Kwarasey déclare son intention de joueur au football international pour le Ghana. Cependant, il joue un match amical pour l'équipe norvégienne des moins de 21 ans en 2008. En octobre 2010, Kwarasey reçoit son passeport ghanéen et devient éligible pour jouer pour le Ghana. Le 30 juillet 2011, Kwarasey est appelé en équipe nationale du Ghana pour un match contre le Nigeria. Ce match est reporté pour des raisons de sécurité, bien que Kwarasey ait confirmé son intention de devenir le gardien de but titulaire du Ghana. Il fait ses débuts internationaux pour le Ghana le 2 septembre 2011 lors d'un match de qualification pour la Coupe d'Afrique des nations 2012 contre le Swaziland, avant de jouer un match amical contre le Brésil à Craven Cottage à Londres trois jours plus tard. Kwarasey est sélectionné dans l'équipe de vingt-trois joueurs du Ghana pour la Coupe d'Afrique des nations 2012. Il est le gardien titulaire de l'équipe tout au long du tournoi et les Black Stars finissent à la quatrième place.
Kwarasey fait deux apparitions pour les Black Stars lors de leur campagne de qualification réussie pour la qualification pour la Coupe du monde 2014, servant de doublure à Fatau Dauda. Le 2 juin 2014, Kwarasey est nommé dans l'équipe du Ghana pour la Coupe du monde 2014. Il commence dans les buts pour les Black Stars lors du match d'ouverture de l'équipe, une défaite 2-1 contre les États-Unis à Natal. Après la défaite de son équipe, il prévient qu'il envisage de quitter l'équipe nationale des Black Stars. En août 2014, il est écarté de l'équipe nationale.

## Palmarès
Strømsgodset IF
- Vainqueur de la Coupe de Norvège en 2010
- Champion de Norvège en 2013
- Vice-champion de Norvège en 2012

 Timbers de Portland
- Vainqueur de la Coupe MLS en 2015

 Rosenborg BK
- Champion de Norvège en 2016

 Brøndby IF
- Vice-champion du Danemark en 2017
- Finaliste de la Coupe du Danemark en 2017